# Diocesi italiane
Nelle diocesi italiane il territorio di una diocesi è indipendente dalla geografia politica contemporanea in quanto per lo più dipendente dalle condizioni esistenti ai tempi della loro istituzione; alcune sedi vescovili sono capoluoghi di provincia, altre solo comuni ed alcune, generalmente al Sud, addirittura sono frazioni prive di autonomia comunale; al Nord vi è invece una parziale somiglianza con la geografia amministrativa, quanto meno con quella esistente prima dell'invasione napoleonica.
Un'importante riorganizzazione delle diocesi del Regno delle Due Sicilie avvenne nel 1818 con la bolla De utiliori.
Note:
- il collegamento della prima colonna punta alla pagina della diocesi;
- il collegamento della seconda colonna punta al rango della diocesi:
- il collegamento della terza colonna punta alla pagina della città;
- nella quarta colonna è indicata la sede metropolitana di cui la diocesi è suffraganea; le diocesi metropolitane stesse hanno la dicitura: "sede metropolitana";
- il collegamento della quinta colonna punta alla pagina della regione ecclesiastica;
- il collegamento della sesta colonna punta all'ordinario della diocesi;
- in fondo alla pagina sono indicate le province ecclesiastiche italiane

## Elenco delle diocesi
Le diocesi italiane nelle quali attualmente si divide la Chiesa cattolica italiana sono le seguenti (in ordine alfabetico).

## A
| Diocesi                                | Rango             | Sede                                     | Provincia ecclesiastica                          | Regione ecclesiastica | Vescovo diocesano       | Sito internet | Note |
| -------------------------------------- | ----------------- | ---------------------------------------- | ------------------------------------------------ | --------------------- | ----------------------- | ------------- | --- |
| Acerenza                               | arcidiocesi       | Acerenza                                 | Arcidiocesi di Potenza-Muro Lucano-Marsico Nuovo | Basilicata            | Francesco Sirufo        |               | Arcidiocesi non metropolitana                                                                                 |
| Acerra                                 | diocesi           | Acerra                                   | Arcidiocesi di Napoli                            | Campania              | Antonio Di Donna        |               | |
| Acireale                               | diocesi           | Acireale                                 | Arcidiocesi di Catania                           | Sicilia               | Antonino Raspanti       |               | |
| Acqui                                  | diocesi           | Acqui Terme                              | Arcidiocesi di Torino                            | Piemonte              | Luigi Testore           |               | |
| Adria-Rovigo                           | diocesi           | Adria, Rovigo                            | Patriarcato di Venezia                           | Triveneto             | Pierantonio Pavanello   |               | |
| Agrigento                              | arcidiocesi       | Agrigento                                | sede metropolitana                               | Sicilia               | Alessandro Damiano      |               | |
| Alba                                   | diocesi           | Alba                                     | Arcidiocesi di Torino                            | Piemonte              | Marco Brunetti          |               | |
| Albano                                 | sede suburbicaria | Albano Laziale                           | Diocesi di Roma                                  | Lazio                 | Vincenzo Viva           |               | Sede suburbicaria di Roma                                                                                     |
| Albenga-Imperia                        | diocesi           | Albenga, Imperia                         | Arcidiocesi di Genova                            | Liguria               | Guglielmo Borghetti     |               | |
| Ales-Terralba                          | diocesi           | Ales, Terralba                           | Arcidiocesi di Oristano                          | Sardegna              | Roberto Carboni         |               | Unita in persona episcopi all'arcidiocesi di Oristano                                                         |
| Alessandria                            | diocesi           | Alessandria                              | Arcidiocesi di Vercelli                          | Piemonte              | Guido Gallese           |               | |
| Alghero-Bosa                           | diocesi           | Alghero, Bosa                            | Arcidiocesi di Sassari                           | Sardegna              | Mauro Maria Morfino     |               | |
| Alife-Caiazzo                          | diocesi           | Alife, Caiazzo                           | Arcidiocesi di Napoli                            | Campania              | Giacomo Cirulli         |               | Unita in persona episcopi alle diocesi di Teano-Calvi e di Sessa Aurunca                                      |
| Altamura-Gravina-Acquaviva delle Fonti | diocesi           | Altamura, Gravina, Acquaviva delle Fonti | Arcidiocesi di Bari-Bitonto                      | Puglia                | Giuseppe Russo          |               | |
| Amalfi-Cava de' Tirreni                | arcidiocesi       | Amalfi, Cava de' Tirreni                 | Arcidiocesi di Salerno-Campagna-Acerno           | Campania              | Orazio Soricelli        |               | Arcidiocesi non metropolitana                                                                                 |
| Anagni-Alatri                          | diocesi           | Anagni, Alatri                           |                                                  | Lazio                 | Santo Marcianò (eletto) |               | Immediatamente soggetta alla Santa Sede, unita in persona episcopi alla diocesi di Frosinone-Veroli-Ferentino |
| Ancona-Osimo                           | arcidiocesi       | Ancona, Osimo                            | sede metropolitana                               | Marche                | Angelo Spina            |               | |
| Andria                                 | diocesi           | Andria                                   | Arcidiocesi di Bari-Bitonto                      | Puglia                | Luigi Mansi             |               | |
| Aosta                                  | diocesi           | Aosta                                    | Arcidiocesi di Torino                            | Piemonte              | Franco Lovignana        |               | |
| Arezzo-Cortona-Sansepolcro             | diocesi           | Arezzo, Cortona, Sansepolcro             | Arcidiocesi di Firenze                           | Toscana               | Andrea Migliavacca      |               | |
| Ariano Irpino-Lacedonia                | diocesi           | Ariano Irpino, Lacedonia                 | Arcidiocesi di Benevento                         | Campania              | Sergio Melillo          |               | |
| Ascoli Piceno                          | diocesi           | Ascoli Piceno                            | Arcidiocesi di Fermo                             | Marche                | Gianpiero Palmieri      |               | Unita in persona episcopi alla diocesi di San Benedetto del Tronto-Ripatransone-Montalto                      |
| Assisi-Nocera Umbra-Gualdo Tadino      | diocesi           | Assisi, Nocera Umbra, Gualdo Tadino      | Arcidiocesi di Perugia-Città della Pieve         | Umbria                | Domenico Sorrentino     |               | Unita in persona episcopi alla diocesi di Foligno                                                             |
| Asti                                   | diocesi           | Asti                                     | Arcidiocesi di Torino                            | Piemonte              | Marco Prastaro          |               | |
| Avellino                               | diocesi           | Avellino                                 | Arcidiocesi di Benevento                         | Campania              | Arturo Aiello           |               | |
| Aversa                                 | diocesi           | Aversa                                   | Arcidiocesi di Napoli                            | Campania              | Angelo Spinillo         |               | |
| Avezzano                               | diocesi           | Avezzano                                 | Arcidiocesi dell'Aquila                          | Abruzzo-Molise        | Giovanni Massaro        |               | |

## B
| Diocesi            | Rango       | Sede                | Provincia ecclesiastica | Regione ecclesiastica | Vescovo diocesano              | Sito internet | Note                          |
| ------------------ | ----------- | ------------------- | ----------------------- | --------------------- | ------------------------------ | ------------- | ----------------------------- |
| Bari-Bitonto       | arcidiocesi | Bari, Bitonto       | sede metropolitana      | Puglia                | Giuseppe Satriano              |               |                               |
| Belluno-Feltre     | diocesi     | Belluno, Feltre     | Patriarcato di Venezia  | Triveneto             | Renato Marangoni               |               |                               |
| Benevento          | arcidiocesi | Benevento           | sede metropolitana      | Campania              | Felice Accrocca                |               |                               |
| Bergamo            | diocesi     | Bergamo             | Arcidiocesi di Milano   | Lombardia             | Francesco Beschi               |               |                               |
| Biella             | diocesi     | Biella              | Arcidiocesi di Vercelli | Piemonte              | Roberto Farinella              |               |                               |
| Bologna            | arcidiocesi | Bologna             | sede metropolitana      | Emilia-Romagna        | Matteo Maria Zuppi - cardinale |               | Sede cardinalizia             |
| Bolzano-Bressanone | diocesi     | Bolzano, Bressanone | Arcidiocesi di Trento   | Triveneto             | Ivo Muser                      |               |                               |
| Brescia            | diocesi     | Brescia             | Arcidiocesi di Milano   | Lombardia             | Pierantonio Tremolada          |               |                               |
| Brindisi-Ostuni    | arcidiocesi | Brindisi, Ostuni    | Arcidiocesi di Lecce    | Puglia                | Giovanni Intini                |               | Arcidiocesi non metropolitana |

## C
| Diocesi                                    | Rango       | Sede                                         | Provincia ecclesiastica                  | Regione ecclesiastica | Vescovo diocesano         | Sito internet | Note |
| ------------------------------------------ | ----------- | -------------------------------------------- | ---------------------------------------- | --------------------- | ------------------------- | ------------- | --- |
| Cagliari                                   | arcidiocesi | Cagliari                                     | sede metropolitana                       | Sardegna              | Giuseppe Baturi           |               | |
| Caltagirone                                | diocesi     | Caltagirone                                  | Arcidiocesi di Catania                   | Sicilia               | Calogero Peri             |               | |
| Caltanissetta                              | diocesi     | Caltanissetta                                | Arcidiocesi di Agrigento                 | Sicilia               | Mario Russotto            |               | |
| Camerino-San Severino Marche               | arcidiocesi | Camerino, San Severino Marche                | Arcidiocesi di Fermo                     | Marche                | Francesco Massara         |               | Arcidiocesi non metropolitana, unita in persona episcopi alla diocesi di Fabriano-Matelica                      |
| Campobasso-Boiano                          | arcidiocesi | Campobasso, Bojano                           | sede metropolitana                       | Abruzzo-Molise        | Biagio Colaianni          |               | |
| Capua                                      | arcidiocesi | Capua                                        | Arcidiocesi di Napoli                    | Campania              | Pietro Lagnese            |               | Arcidiocesi non metropolitana, unita in persona episcopi alla diocesi di Caserta                                |
| Carpi                                      | diocesi     | Carpi                                        | Arcidiocesi di Modena-Nonantola          | Emilia-Romagna        | Erio Castellucci          |               | Unita in persona episcopi all'arcidiocesi di Modena-Nonantola                                                   |
| Casale Monferrato                          | diocesi     | Casale Monferrato                            | Arcidiocesi di Vercelli                  | Piemonte              | Gianni Sacchi             |               | |
| Caserta                                    | diocesi     | Caserta                                      | Arcidiocesi di Napoli                    | Campania              | Pietro Lagnese            |               | Unita in persona episcopi all'arcidiocesi di Capua                                                              |
| Cassano all'Jonio                          | diocesi     | Cassano all'Ionio                            | Arcidiocesi di Cosenza-Bisignano         | Calabria              | Francesco Savino          |               | |
| Castellaneta                               | diocesi     | Castellaneta                                 | Arcidiocesi di Taranto                   | Puglia                | Sabino Iannuzzi           |               | |
| Catania                                    | arcidiocesi | Catania                                      | sede metropolitana                       | Sicilia               | Luigi Renna               |               | |
| Catanzaro-Squillace                        | arcidiocesi | Catanzaro                                    | sede metropolitana                       | Calabria              | Claudio Maniago           |               | |
| Cefalù                                     | diocesi     | Cefalù                                       | Arcidiocesi di Palermo                   | Sicilia               | Giuseppe Marciante        |               | |
| Cerignola-Ascoli Satriano                  | diocesi     | Cerignola, Ascoli Satriano                   | Arcidiocesi di Foggia-Bovino             | Puglia                | Fabio Ciollaro            |               | |
| Cerreto Sannita-Telese-Sant'Agata de' Goti | diocesi     | Cerreto Sannita, Telese, Sant'Agata de' Goti | Arcidiocesi di Benevento                 | Campania              | Giuseppe Mazzafaro        |               | |
| Cesena-Sarsina                             | diocesi     | Cesena, Sarsina                              | Arcidiocesi di Ravenna-Cervia            | Emilia-Romagna        | Antonio Giuseppe Caiazzo  |               | |
| Chiavari                                   | diocesi     | Chiavari                                     | Arcidiocesi di Genova                    | Liguria               | Giampio Luigi Devasini    |               | |
| Chieti-Vasto                               | arcidiocesi | Chieti, Vasto                                | sede metropolitana                       | Abruzzo-Molise        | Bruno Forte               |               | |
| Chioggia                                   | diocesi     | Chioggia                                     | Patriarcato di Venezia                   | Triveneto             | Giampaolo Dianin          |               | |
| Città di Castello                          | diocesi     | Città di Castello                            | Arcidiocesi di Perugia-Città della Pieve | Umbria                | Luciano Paolucci Bedini   |               | Unita in persona episcopi alla diocesi di Gubbio                                                                |
| Civita Castellana                          | diocesi     | Civita Castellana                            |                                          | Lazio                 | Marco Salvi               |               | Immediatamente soggetta alla Santa Sede                                                                         |
| Civitavecchia-Tarquinia                    | diocesi     | Civitavecchia, Tarquinia                     |                                          | Lazio                 | Gianrico Ruzza            |               | Immediatamente soggetta alla Santa Sede, unita in persona episcopi alla sede suburbicaria di Porto-Santa Rufina |
| Como                                       | diocesi     | Como                                         | Arcidiocesi di Milano                    | Lombardia             | Oscar Cantoni - cardinale |               | Sede cardinalizia                                                                                               |
| Concordia-Pordenone                        | diocesi     | Concordia Sagittaria, Pordenone              | Patriarcato di Venezia                   | Triveneto             | Giuseppe Pellegrini       |               | |
| Conversano-Monopoli                        | diocesi     | Conversano, Monopoli                         | Arcidiocesi di Bari-Bitonto              | Puglia                | Giuseppe Favale           |               | |
| Cosenza-Bisignano                          | arcidiocesi | Cosenza, Bisignano                           | sede metropolitana                       | Calabria              | Giovanni Checchinato      |               | |
| Crema                                      | diocesi     | Crema                                        | Arcidiocesi di Milano                    | Lombardia             | Daniele Gianotti          |               | |
| Cremona                                    | diocesi     | Cremona                                      | Arcidiocesi di Milano                    | Lombardia             | Antonio Napolioni         |               | |
| Crotone-Santa Severina                     | arcidiocesi | Crotone, Santa Severina                      | Arcidiocesi di Catanzaro-Squillace       | Calabria              | Alberto Torriani          |               | Arcidiocesi non metropolitana                                                                                   |
| Cuneo-Fossano                              | diocesi     | Cuneo, Fossano                               | Arcidiocesi di Torino                    | Piemonte              | Piero Delbosco            |               | |

## F
| Diocesi                        | Rango             | Sede                              | Provincia ecclesiastica                  | Regione ecclesiastica | Vescovo diocesano       | Sito internet | Note                                                                                             |
| ------------------------------ | ----------------- | --------------------------------- | ---------------------------------------- | --------------------- | ----------------------- | ------------- | ------------------------------------------------------------------------------------------------ |
| Fabriano-Matelica              | diocesi           | Fabriano, Matelica                | Arcidiocesi di Ancona-Osimo              | Marche                | Francesco Massara       |               | Unita in persona episcopi all'arcidiocesi di Camerino-San Severino Marche                        |
| Faenza-Modigliana              | diocesi           | Faenza, Modigliana                | Arcidiocesi di Bologna                   | Emilia-Romagna        | Mario Toso              |               |                                                                                                  |
| Fano-Fossombrone-Cagli-Pergola | diocesi           | Fano, Fossombrone, Cagli, Pergola | Arcidiocesi di Pesaro                    | Marche                | Andrea Andreozzi        |               |                                                                                                  |
| Fermo                          | arcidiocesi       | Fermo                             | sede metropolitana                       | Marche                | Rocco Pennacchio        |               |                                                                                                  |
| Ferrara-Comacchio              | arcidiocesi       | Ferrara, Comacchio                | Arcidiocesi di Bologna                   | Emilia-Romagna        | Gian Carlo Perego       |               | Arcidiocesi non metropolitana                                                                    |
| Fidenza                        | diocesi           | Fidenza                           | Arcidiocesi di Modena-Nonantola          | Emilia-Romagna        | Ovidio Vezzoli          |               |                                                                                                  |
| Fiesole                        | diocesi           | Fiesole                           | Arcidiocesi di Firenze                   | Toscana               | Stefano Manetti         |               |                                                                                                  |
| Firenze                        | arcidiocesi       | Firenze                           | sede metropolitana                       | Toscana               | Gherardo Gambelli       |               |                                                                                                  |
| Foggia-Bovino                  | arcidiocesi       | Foggia, Bovino                    | sede metropolitana                       | Puglia                | Giorgio Ferretti        |               |                                                                                                  |
| Foligno                        | diocesi           | Foligno                           | Arcidiocesi di Perugia-Città della Pieve | Umbria                | Domenico Sorrentino     |               | Unita in persona episcopi alla diocesi di Assisi-Nocera Umbra-Gualdo Tadino                      |
| Forlì-Bertinoro                | diocesi           | Forlì, Bertinoro                  | Arcidiocesi di Ravenna-Cervia            | Emilia-Romagna        | Livio Corazza           |               |                                                                                                  |
| Frascati                       | sede suburbicaria | Frascati                          | Diocesi di Roma                          | Lazio                 | Stefano Russo           |               | Sede suburbicaria di Roma, unita in persona episcopi alla sede suburbicaria di Velletri-Segni    |
| Frosinone-Veroli-Ferentino     | diocesi           | Frosinone, Veroli, Ferentino      |                                          | Lazio                 | Santo Marcianò (eletto) |               | Immediatamente soggetta alla Santa Sede, unita in persona episcopi alla diocesi di Anagni-Alatri |

## G
| Diocesi  | Rango       | Sede     | Provincia ecclesiastica                             | Regione ecclesiastica | Vescovo diocesano            | Sito internet | Note                                                                  |
| -------- | ----------- | -------- | --------------------------------------------------- | --------------------- | ---------------------------- | ------------- | --------------------------------------------------------------------- |
| Gaeta    | arcidiocesi | Gaeta    |                                                     | Lazio                 | Luigi Vari                   |               | Immediatamente soggetta alla Santa Sede - Arcivescovile               |
| Genova   | arcidiocesi | Genova   | sede metropolitana                                  | Liguria               | Marco Tasca                  |               |                                                                       |
| Gorizia  | arcidiocesi | Gorizia  | sede metropolitana                                  | Triveneto             | Carlo Roberto Maria Redaelli |               |                                                                       |
| Grosseto | diocesi     | Grosseto | Arcidiocesi di Siena-Colle di Val d'Elsa-Montalcino | Toscana               | Bernardino Giordano          |               | Unita in persona episcopi alla diocesi di Pitigliano-Sovana-Orbetello |
| Gubbio   | diocesi     | Gubbio   | Arcidiocesi di Perugia-Città della Pieve            | Umbria                | Luciano Paolucci Bedini      |               | Unita in persona episcopi alla diocesi di Città di Castello           |

## I
| Diocesi                           | Rango                | Sede             | Provincia ecclesiastica          | Regione ecclesiastica | Vescovo diocesano  | Sito internet | Note                                                               |
| --------------------------------- | -------------------- | ---------------- | -------------------------------- | --------------------- | ------------------ | ------------- | ------------------------------------------------------------------ |
| Iglesias                          | diocesi              | Iglesias         | Arcidiocesi di Cagliari          | Sardegna              | Mario Farci        |               |                                                                    |
| Imola                             | diocesi              | Imola            | Arcidiocesi di Bologna           | Emilia-Romagna        | Giovanni Mosciatti |               |                                                                    |
| Ischia                            | diocesi              | Ischia           | Arcidiocesi di Napoli            | Campania              | Carlo Villano      |               | Unita in persona episcopi alla diocesi di Pozzuoli                 |
| Isernia-Venafro                   | diocesi              | Isernia, Venafro | Arcidiocesi di Campobasso-Boiano | Abruzzo-Molise        | Camillo Cibotti    |               | Unita in persona episcopi alla diocesi di Trivento                 |
| Esarcato apostolico d'Italia      | esarcato apostolico  | Roma             |                                  |                       | sede vacante       |               | Immediatamente soggetto alla Santa Sede                            |
| Ordinariato militare per l'Italia | ordinariato militare | Roma             |                                  |                       | Gian Franco Saba   |               | Immediatamente soggetto alla Santa Sede - Circoscrizione personale |
| Ivrea                             | diocesi              | Ivrea            | Arcidiocesi di Torino            | Piemonte              | Daniele Salera     |               |                                                                    |

## J
| Diocesi | Rango   | Sede | Provincia ecclesiastica     | Regione ecclesiastica | Vescovo diocesano | Sito internet | Note |
| ------- | ------- | ---- | --------------------------- | --------------------- | ----------------- | ------------- | ---- |
| Jesi    | diocesi | Jesi | Arcidiocesi di Ancona-Osimo | Marche                | Paolo Ricciardi   |               |      |

## L
| Diocesi                         | Rango                  | Sede                               | Provincia ecclesiastica             | Regione ecclesiastica | Vescovo diocesano        | Sito internet | Note                                                    |
| ------------------------------- | ---------------------- | ---------------------------------- | ----------------------------------- | --------------------- | ------------------------ | ------------- | ------------------------------------------------------- |
| La Spezia-Sarzana-Brugnato      | diocesi                | La Spezia, Sarzana, Brugnato       | Arcidiocesi di Genova               | Liguria               | Luigi Ernesto Palletti   |               |                                                         |
| Lamezia Terme                   | diocesi                | Lamezia Terme                      | Arcidiocesi di Catanzaro-Squillace  | Calabria              | Serafino Parisi          |               |                                                         |
| Lanciano-Ortona                 | arcidiocesi            | Lanciano, Ortona                   | Arcidiocesi di Chieti-Vasto         | Abruzzo-Molise        | Emidio Cipollone         |               | Arcidiocesi non metropolitana                           |
| Lanusei                         | diocesi                | Lanusei                            | Arcidiocesi di Cagliari             | Sardegna              | Antonio Mura             |               | Unita in persona episcopi alla diocesi di Nuoro         |
| L'Aquila                        | arcidiocesi            | L'Aquila                           | sede metropolitana                  | Abruzzo-Molise        | Antonio D'Angelo         |               |                                                         |
| Latina-Terracina-Sezze-Priverno | diocesi                | Latina, Terracina, Sezze, Priverno |                                     | Lazio                 | Mariano Crociata         |               | Immediatamente soggetta alla Santa Sede                 |
| Lecce                           | arcidiocesi            | Lecce                              | sede metropolitana                  | Puglia                | Angelo Raffaele Panzetta |               |                                                         |
| Livorno                         | diocesi                | Livorno                            | Arcidiocesi di Pisa                 | Toscana               | Simone Giusti            |               |                                                         |
| Locri-Gerace                    | diocesi                | Locri, Gerace                      | Arcidiocesi di Reggio Calabria-Bova | Calabria              | Francesco Oliva          |               |                                                         |
| Lodi                            | diocesi                | Lodi                               | Arcidiocesi di Milano               | Lombardia             | Maurizio Malvestiti      |               |                                                         |
| Loreto                          | prelatura territoriale | Loreto                             | Arcidiocesi di Ancona-Osimo         | Marche                | Fabio Dal Cin            |               |                                                         |
| Lucca                           | arcidiocesi            | Lucca                              |                                     | Toscana               | Paolo Giulietti          |               | Immediatamente soggetta alla Santa Sede - Arcivescovile |
| Lucera-Troia                    | diocesi                | Lucera, Troia                      | Arcidiocesi di Foggia-Bovino        | Puglia                | Giuseppe Giuliano        |               |                                                         |
| Lungro                          | eparchia               | Lungro                             |                                     | Calabria              | Donato Oliverio          |               | Immediatamente soggetta alla Santa Sede                 |

## M
| Diocesi                                 | Rango                | Sede                                  | Provincia ecclesiastica                             | Regione ecclesiastica | Vescovo diocesano                  | Sito internet | Note                                                                                                 |
| --------------------------------------- | -------------------- | ------------------------------------- | --------------------------------------------------- | --------------------- | ---------------------------------- | ------------- | --- |
| Macerata                                | diocesi              | Macerata                              | Arcidiocesi di Fermo                                | Marche                | Nazzareno Marconi                  |               | |
| Manfredonia-Vieste-San Giovanni Rotondo | arcidiocesi          | Manfredonia, Vieste                   | Arcidiocesi di Foggia-Bovino                        | Puglia                | Franco Moscone                     |               | Arcidiocesi non metropolitana                                                                        |
| Mantova                                 | diocesi              | Mantova                               | Arcidiocesi di Milano                               | Lombardia             | Gianmarco Busca                    |               | |
| Massa Carrara-Pontremoli                | diocesi              | Massa, Carrara, Pontremoli            | Arcidiocesi di Pisa                                 | Toscana               | Mario Vaccari                      |               | |
| Massa Marittima-Piombino                | diocesi              | Massa Marittima, Piombino             | Arcidiocesi di Siena-Colle di Val d'Elsa-Montalcino | Toscana               | Carlo Ciattini                     |               | |
| Matera-Irsina                           | arcidiocesi          | Matera, Irsina                        | Arcidiocesi di Potenza-Muro Lucano-Marsico Nuovo    | Basilicata            | Benoni Ambăruş                     |               | Arcidiocesi non metropolitana, unita in persona episcopi alla diocesi di Tricarico                   |
| Mazara del Vallo                        | diocesi              | Mazara del Vallo                      | Arcidiocesi di Palermo                              | Sicilia               | Angelo Giurdanella                 |               | |
| Melfi-Rapolla-Venosa                    | diocesi              | Melfi, Rapolla, Venosa                | Arcidiocesi di Potenza-Muro Lucano-Marsico Nuovo    | Basilicata            | Ciro Fanelli                       |               | |
| Messina-Lipari-Santa Lucia del Mela     | arcidiocesi          | Messina, Lipari, Santa Lucia del Mela | sede metropolitana                                  | Sicilia               | Giovanni Accolla                   |               | |
| Milano                                  | arcidiocesi          | Milano                                | sede metropolitana                                  | Lombardia             | Mario Delpini                      |               | |
| Mileto-Nicotera-Tropea                  | diocesi              | Mileto, Nicotera, Tropea              | Arcidiocesi di Reggio Calabria-Bova                 | Calabria              | Attilio Nostro                     |               | |
| Modena-Nonantola                        | arcidiocesi          | Modena, Nonantola                     | sede metropolitana                                  | Emilia-Romagna        | Erio Castellucci                   |               | Unita in persona episcopi alla diocesi di Carpi                                                      |
| Molfetta-Ruvo-Giovinazzo-Terlizzi       | diocesi              | Molfetta, Ruvo, Giovinazzo, Terlizzi  | Arcidiocesi di Bari-Bitonto                         | Puglia                | Domenico Cornacchia                |               | |
| Mondovì                                 | diocesi              | Mondovì                               | Arcidiocesi di Torino                               | Piemonte              | Egidio Miragoli                    |               | |
| Monreale                                | arcidiocesi          | Monreale                              | Arcidiocesi di Palermo                              | Sicilia               | Gualtiero Isacchi                  |               | Arcidiocesi non metropolitana                                                                        |
| Montecassino                            | abbazia territoriale | Montecassino                          |                                                     | Lazio                 | Antonio Luca Fallica               |               | Immediatamente soggetta alla Santa Sede                                                              |
| Monte Oliveto Maggiore                  | abbazia territoriale | Chiusure                              |                                                     | Toscana               | Diego Gualtiero Rosa               |               | Immediatamente soggetta alla Santa Sede                                                              |
| Montepulciano-Chiusi-Pienza             | diocesi              | Montepulciano, Chiusi, Pienza         | Arcidiocesi di Siena-Colle di Val d'Elsa-Montalcino | Toscana               | Augusto Paolo Lojudice - cardinale |               | Sede cardinalizia, unita in persona episcopi all'arcidiocesi di Siena-Colle di Val d'Elsa-Montalcino |
| Montevergine                            | abbazia territoriale | Mercogliano                           | Arcidiocesi di Benevento                            | Campania              | Riccardo Luca Guariglia            |               | |

## N
| Diocesi                | Rango       | Sede                    | Provincia ecclesiastica                | Regione ecclesiastica | Vescovo diocesano              | Sito internet | Note                                              |
| ---------------------- | ----------- | ----------------------- | -------------------------------------- | --------------------- | ------------------------------ | ------------- | ------------------------------------------------- |
| Napoli                 | arcidiocesi | Napoli                  | sede metropolitana                     | Campania              | Domenico Battaglia - cardinale |               | Sede cardinalizia                                 |
| Nardò-Gallipoli        | diocesi     | Nardò, Gallipoli        | Arcidiocesi di Lecce                   | Puglia                | Fernando Filograna             |               |                                                   |
| Nicosia                | diocesi     | Nicosia                 | Arcidiocesi di Messina                 | Sicilia               | Giuseppe Schillaci             |               |                                                   |
| Nocera Inferiore-Sarno | diocesi     | Nocera Inferiore, Sarno | Arcidiocesi di Salerno-Campagna-Acerno | Campania              | Giuseppe Giudice               |               |                                                   |
| Nola                   | diocesi     | Nola                    | Arcidiocesi di Napoli                  | Campania              | Francesco Marino               |               |                                                   |
| Noto                   | diocesi     | Noto                    | Arcidiocesi di Siracusa                | Sicilia               | Salvatore Rumeo                |               |                                                   |
| Novara                 | diocesi     | Novara                  | Arcidiocesi di Vercelli                | Piemonte              | Franco Giulio Brambilla        |               |                                                   |
| Nuoro                  | diocesi     | Nuoro                   | Arcidiocesi di Cagliari                | Sardegna              | Antonio Mura                   |               | Unita in persona episcopi alla diocesi di Lanusei |

## O
| Diocesi                | Rango             | Sede                    | Provincia ecclesiastica             | Regione ecclesiastica | Vescovo diocesano                                        | Sito internet | Note                                                    |
| ---------------------- | ----------------- | ----------------------- | ----------------------------------- | --------------------- | -------------------------------------------------------- | ------------- | ------------------------------------------------------- |
| Oppido Mamertina-Palmi | diocesi           | Oppido Mamertina, Palmi | Arcidiocesi di Reggio Calabria-Bova | Calabria              | Giuseppe Alberti                                         |               |                                                         |
| Oria                   | diocesi           | Oria                    | Arcidiocesi di Taranto              | Puglia                | Vincenzo Pisanello                                       |               |                                                         |
| Oristano               | arcidiocesi       | Oristano                | sede metropolitana                  | Sardegna              | Roberto Carboni                                          |               | Unita in persona episcopi alla diocesi di Ales-Terralba |
| Orvieto-Todi           | diocesi           | Orvieto, Todi           |                                     | Umbria                | Gualtiero Sigismondi                                     |               | Immediatamente soggetta alla Santa Sede                 |
| Ostia                  | sede suburbicaria | Ostia                   | Diocesi di Roma                     | Lazio                 | Baldassare Reina - cardinale (amministratore apostolico) |               | Sede suburbicaria di Roma                               |
| Otranto                | arcidiocesi       | Otranto                 | Arcidiocesi di Lecce                | Puglia                | Francesco Neri                                           |               | Arcidiocesi non metropolitana                           |
| Ozieri                 | diocesi           | Ozieri                  | Arcidiocesi di Sassari              | Sardegna              | Corrado Melis                                            |               |                                                         |

## P
| Diocesi                           | Rango                  | Sede                                | Provincia ecclesiastica                             | Regione ecclesiastica | Vescovo diocesano    | Sito internet | Note                                                                                         |
| --------------------------------- | ---------------------- | ----------------------------------- | --------------------------------------------------- | --------------------- | -------------------- | ------------- | -------------------------------------------------------------------------------------------- |
| Padova                            | diocesi                | Padova                              | Patriarcato di Venezia                              | Triveneto             | Claudio Cipolla      |               |                                                                                              |
| Palermo                           | arcidiocesi            | Palermo                             | sede metropolitana                                  | Sicilia               | Corrado Lorefice     |               |                                                                                              |
| Palestrina                        | sede suburbicaria      | Palestrina                          | Diocesi di Roma                                     | Lazio                 | Mauro Parmeggiani    |               | Sede suburbicaria di Roma, unita in persona episcopi alla diocesi di Tivoli                  |
| Parma                             | diocesi                | Parma                               | Arcidiocesi di Modena-Nonantola                     | Emilia-Romagna        | Enrico Solmi         |               |                                                                                              |
| Patti                             | diocesi                | Patti                               | Arcidiocesi di Messina                              | Sicilia               | Guglielmo Giombanco  |               |                                                                                              |
| Pavia                             | diocesi                | Pavia                               | Arcidiocesi di Milano                               | Lombardia             | Corrado Sanguineti   |               |                                                                                              |
| Perugia-Città della Pieve         | arcidiocesi            | Perugia, Città della Pieve          | sede metropolitana                                  | Umbria                | Ivan Maffeis         |               |                                                                                              |
| Pesaro                            | arcidiocesi            | Pesaro                              | sede metropolitana                                  | Marche                | Sandro Salvucci      |               | Unita in persona episcopi all'arcidiocesi di Urbino-Urbania-Sant'Angelo in Vado              |
| Pescara-Penne                     | arcidiocesi            | Pescara, Penne                      | sede metropolitana                                  | Abruzzo-Molise        | Tommaso Valentinetti |               |                                                                                              |
| Pescia                            | diocesi                | Pescia                              | Arcidiocesi di Pisa                                 | Toscana               | Fausto Tardelli      |               | Unita in persona episcopi alla diocesi di Pistoia                                            |
| Piacenza-Bobbio                   | diocesi                | Piacenza, Bobbio                    | Arcidiocesi di Modena-Nonantola                     | Emilia-Romagna        | Adriano Cevolotto    |               |                                                                                              |
| Piana degli Albanesi              | eparchia               | Piana degli Albanesi                |                                                     | Sicilia               | sede vacante         |               | Immediatamente soggetta alla Santa Sede                                                      |
| Piazza Armerina                   | diocesi                | Piazza Armerina                     | Arcidiocesi di Agrigento                            | Sicilia               | Rosario Gisana       |               |                                                                                              |
| Pinerolo                          | diocesi                | Pinerolo                            | Arcidiocesi di Torino                               | Piemonte              | Derio Olivero        |               |                                                                                              |
| Pisa                              | arcidiocesi            | Pisa                                | sede metropolitana                                  | Toscana               | Saverio Cannistrà    |               |                                                                                              |
| Pistoia                           | diocesi                | Pistoia                             | Arcidiocesi di Firenze                              | Toscana               | Fausto Tardelli      |               | Unita in persona episcopi alla diocesi di Pescia                                             |
| Pitigliano-Sovana-Orbetello       | diocesi                | Pitigliano, Sovana, Orbetello       | Arcidiocesi di Siena-Colle di Val d'Elsa-Montalcino | Toscana               | Bernardino Giordano  |               | Unita in persona episcopi alla diocesi di Grosseto                                           |
| Pompei                            | prelatura territoriale | Pompei                              | Arcidiocesi di Napoli                               | Campania              | Tommaso Caputo       |               |                                                                                              |
| Porto-Santa Rufina                | sede suburbicaria      | Roma                                | Diocesi di Roma                                     | Lazio                 | Gianrico Ruzza       |               | Sede suburbicaria di Roma, unita in persona episcopi alla diocesi di Civitavecchia-Tarquinia |
| Potenza-Muro Lucano-Marsico Nuovo | arcidiocesi            | Potenza, Muro Lucano, Marsico Nuovo | sede metropolitana                                  | Basilicata            | Davide Carbonaro     |               |                                                                                              |
| Pozzuoli                          | diocesi                | Pozzuoli                            | Arcidiocesi di Napoli                               | Campania              | Carlo Villano        |               | Unita in persona episcopi alla diocesi di Ischia                                             |
| Prato                             | diocesi                | Prato                               | Arcidiocesi di Firenze                              | Toscana               | Giovanni Nerbini     |               |                                                                                              |

## R
| Diocesi                 | Rango           | Sede                     | Provincia ecclesiastica          | Regione ecclesiastica | Vescovo diocesano | Sito internet | Note                                                                  |
| ----------------------- | --------------- | ------------------------ | -------------------------------- | --------------------- | ----------------- | ------------- | --------------------------------------------------------------------- |
| Ragusa                  | diocesi         | Ragusa                   | Arcidiocesi di Siracusa          | Sicilia               | Giuseppe La Placa |               |                                                                       |
| Ravenna-Cervia          | arcidiocesi     | Ravenna, Cervia          | sede metropolitana               | Emilia-Romagna        | Lorenzo Ghizzoni  |               |                                                                       |
| Reggio Calabria-Bova    | arcidiocesi     | Reggio Calabria, Bova    | sede metropolitana               | Calabria              | Fortunato Morrone |               |                                                                       |
| Reggio Emilia-Guastalla | diocesi         | Reggio Emilia, Guastalla | Arcidiocesi di Modena-Nonantola  | Emilia-Romagna        | Giacomo Morandi   |               |                                                                       |
| Rieti                   | diocesi         | Rieti                    |                                  | Lazio                 | Vito Piccinonna   |               | Immediatamente soggetta alla Santa Sede                               |
| Rimini                  | diocesi         | Rimini                   | Arcidiocesi di Ravenna-Cervia    | Emilia-Romagna        | Nicolò Anselmi    |               |                                                                       |
| Roma                    | sede apostolica | Roma                     | sede metropolitana               | Lazio                 | Papa Leone XIV    |               | Vicario generale per la diocesi di Roma: Baldassare Reina - cardinale |
| Rossano-Cariati         | arcidiocesi     | Rossano, Cariati         | Arcidiocesi di Cosenza-Bisignano | Calabria              | Maurizio Aloise   |               | Arcidiocesi non metropolitana                                         |

## S
| Diocesi                                        | Rango                | Sede                                             | Provincia ecclesiastica                | Regione ecclesiastica | Vescovo diocesano                  | Sito internet | Note                                                                                     |
| ---------------------------------------------- | -------------------- | ------------------------------------------------ | -------------------------------------- | --------------------- | ---------------------------------- | ------------- | ---------------------------------------------------------------------------------------- |
| Sabina-Poggio Mirteto                          | sede suburbicaria    | Sabina, Poggio Mirteto                           | Diocesi di Roma                        | Lazio                 | Ernesto Mandara                    |               | Sede suburbicaria di Roma                                                                |
| Salerno-Campagna-Acerno                        | arcidiocesi          | Salerno, Campagna, Acerno                        | sede metropolitana                     | Campania              | Andrea Bellandi                    |               |                                                                                          |
| Saluzzo                                        | diocesi              | Saluzzo                                          | Arcidiocesi di Torino                  | Piemonte              | Cristiano Bodo                     |               |                                                                                          |
| San Benedetto del Tronto-Ripatransone-Montalto | diocesi              | San Benedetto del Tronto, Ripatransone, Montalto | Arcidiocesi di Fermo                   | Marche                | Gianpiero Palmieri                 |               | Unita in persona episcopi alla diocesi di Ascoli Piceno                                  |
| San Marco Argentano-Scalea                     | diocesi              | San Marco Argentano, Scalea                      | Arcidiocesi di Cosenza-Bisignano       | Calabria              | Stefano Rega                       |               |                                                                                          |
| San Marino-Montefeltro                         | diocesi              | Pennabilli                                       | Arcidiocesi di Ravenna-Cervia          | Emilia-Romagna        | Domenico Beneventi                 |               | Comprende la Repubblica di San Marino                                                    |
| San Miniato                                    | diocesi              | San Miniato                                      | Arcidiocesi di Firenze                 | Toscana               | Giovanni Paccosi                   |               |                                                                                          |
| San Severo                                     | diocesi              | San Severo                                       | Arcidiocesi di Foggia-Bovino           | Puglia                | Giuseppe Mengoli                   |               |                                                                                          |
| Santa Maria di Grottaferrata                   | abbazia territoriale | Grottaferrata                                    |                                        | Lazio                 | sede vacante                       |               | Immediatamente soggetta alla Santa Sede - rito bizantino                                 |
| Sant'Angelo dei Lombardi-Conza-Nusco-Bisaccia  | arcidiocesi          | Sant'Angelo dei Lombardi, Conza, Nusco, Bisaccia | Arcidiocesi di Benevento               | Campania              | Pasquale Cascio                    |               | Arcidiocesi non metropolitana                                                            |
| Santissima Trinità di Cava de' Tirreni         | abbazia territoriale | Cava de' Tirreni                                 | Arcidiocesi di Salerno-Campagna-Acerno | Campania              | Michele Petruzzelli                |               | Abbazia territoriale                                                                     |
| Sassari                                        | arcidiocesi          | Sassari                                          | sede metropolitana                     | Sardegna              | sede vacante                       |               |                                                                                          |
| Savona-Noli                                    | diocesi              | Savona, Noli                                     | Arcidiocesi di Genova                  | Liguria               | Calogero Marino                    |               |                                                                                          |
| Senigallia                                     | diocesi              | Senigallia                                       | Arcidiocesi di Ancona-Osimo            | Marche                | Francesco Manenti                  |               | Ha assorbito la diocesi di Ostra (attestata nel IV secolo)                               |
| Sessa Aurunca                                  | diocesi              | Sessa Aurunca                                    | Arcidiocesi di Napoli                  | Campania              | Giacomo Cirulli                    |               | Unita in persona episcopi alle diocesi di Teano-Calvi e di Alife-Caiazzo                 |
| Siena-Colle di Val d'Elsa-Montalcino           | arcidiocesi          | Siena, Colle di Val d'Elsa, Montalcino           | sede metropolitana                     | Toscana               | Augusto Paolo Lojudice - cardinale |               | Sede cardinalizia, unita in persona episcopi alla diocesi di Montepulciano-Chiusi-Pienza |
| Siracusa                                       | arcidiocesi          | Siracusa                                         | sede metropolitana                     | Sicilia               | Francesco Lomanto                  |               |                                                                                          |
| Sora-Cassino-Aquino-Pontecorvo                 | diocesi              | Sora, Cassino, Aquino, Pontecorvo                |                                        | Lazio                 | Gerardo Antonazzo                  |               | Immediatamente soggetta alla Santa Sede                                                  |
| Sorrento-Castellammare di Stabia               | arcidiocesi          | Sorrento, Castellammare di Stabia                | Arcidiocesi di Napoli                  | Campania              | Francesco Alfano                   |               | Arcidiocesi non metropolitana                                                            |
| Spoleto-Norcia                                 | arcidiocesi          | Spoleto, Norcia                                  |                                        | Umbria                | Renato Boccardo                    |               | Immediatamente soggetta alla Santa Sede - Arcivescovile                                  |
| Subiaco                                        | abbazia territoriale | Subiaco                                          |                                        | Lazio                 | Mauro Meacci                       |               | Immediatamente soggetta alla Santa Sede                                                  |
| Sulmona-Valva                                  | diocesi              | Sulmona, Corfinio                                | Arcidiocesi dell'Aquila                | Abruzzo-Molise        | Michele Fusco                      |               |                                                                                          |
| Susa                                           | diocesi              | Susa                                             | Arcidiocesi di Torino                  | Piemonte              | Roberto Repole - cardinale         |               | Sede cardinalizia, unita in persona episcopi all'arcidiocesi di Torino                   |

## T
| Diocesi                  | Rango       | Sede                         | Provincia ecclesiastica                          | Regione ecclesiastica | Vescovo diocesano          | Sito internet | Note |
| ------------------------ | ----------- | ---------------------------- | ------------------------------------------------ | --------------------- | -------------------------- | ------------- | --- |
| Taranto                  | arcidiocesi | Taranto                      | sede metropolitana                               | Puglia                | Ciro Miniero               |               | |
| Teano-Calvi              | diocesi     | Teano, Calvi                 | Arcidiocesi di Napoli                            | Campania              | Giacomo Cirulli            |               | Unita in persona episcopi alle diocesi di Alife-Caiazzo e di Sessa Aurunca                              |
| Teggiano-Policastro      | diocesi     | Teggiano, Santa Marina       | Arcidiocesi di Salerno-Campagna-Acerno           | Campania              | Antonio De Luca            |               | |
| Tempio-Ampurias          | diocesi     | Tempio Pausania, Castelsardo | Arcidiocesi di Sassari                           | Sardegna              | Roberto Fornaciari         |               | |
| Teramo-Atri              | diocesi     | Teramo, Atri                 | Arcidiocesi di Pescara-Penne                     | Abruzzo-Molise        | Lorenzo Leuzzi             |               | |
| Termoli-Larino           | diocesi     | Termoli, Larino              | Arcidiocesi di Campobasso-Boiano                 | Abruzzo-Molise        | Claudio Palumbo            |               | |
| Terni-Narni-Amelia       | diocesi     | Terni, Narni, Amelia         |                                                  | Umbria                | Francesco Antonio Soddu    |               | Immediatamente soggetta alla Santa Sede                                                                 |
| Tivoli                   | diocesi     | Tivoli                       |                                                  | Lazio                 | Mauro Parmeggiani          |               | Immediatamente soggetta alla Santa Sede, unita in persona episcopi alla sede suburbicaria di Palestrina |
| Torino                   | arcidiocesi | Torino                       | sede metropolitana                               | Piemonte              | Roberto Repole - cardinale |               | Sede cardinalizia, unita in persona episcopi alla diocesi di Susa                                       |
| Tortona                  | diocesi     | Tortona                      | Arcidiocesi di Genova                            | Liguria               | Guido Marini               |               | |
| Trani-Barletta-Bisceglie | arcidiocesi | Trani, Barletta, Bisceglie   | Arcidiocesi di Bari-Bitonto                      | Puglia                | Leonardo D'Ascenzo         |               | Arcidiocesi non metropolitana                                                                           |
| Trapani                  | diocesi     | Trapani                      | Arcidiocesi di Palermo                           | Sicilia               | Pietro Maria Fragnelli     |               | |
| Trento                   | arcidiocesi | Trento                       | sede metropolitana                               | Triveneto             | Lauro Tisi                 |               | |
| Treviso                  | diocesi     | Treviso                      | Patriarcato di Venezia                           | Triveneto             | Michele Tomasi             |               | |
| Tricarico                | diocesi     | Tricarico                    | Arcidiocesi di Potenza-Muro Lucano-Marsico Nuovo | Basilicata            | Benoni Ambăruş             |               | Unita in persona episcopi all'arcidiocesi di Matera-Irsina                                              |
| Trieste                  | diocesi     | Trieste                      | Arcidiocesi di Gorizia                           | Triveneto             | Enrico Trevisi             |               | Dal 1828 al 1977 unita alla diocesi di Capodistria                                                      |
| Trivento                 | diocesi     | Trivento                     | Arcidiocesi di Campobasso-Boiano                 | Abruzzo-Molise        | Camillo Cibotti            |               | Unita in persona episcopi alla diocesi di Isernia-Venafro                                               |
| Tursi-Lagonegro          | diocesi     | Tursi, Lagonegro             | Arcidiocesi di Potenza-Muro Lucano-Marsico Nuovo | Basilicata            | Vincenzo Carmine Orofino   |               | Già diocesi di Anglona, e Anglona-Tursi                                                                 |

## U
| Diocesi                            | Rango       | Sede                                 | Provincia ecclesiastica | Regione ecclesiastica | Vescovo diocesano | Sito internet | Note                                                                               |
| ---------------------------------- | ----------- | ------------------------------------ | ----------------------- | --------------------- | ----------------- | ------------- | ---------------------------------------------------------------------------------- |
| Udine                              | arcidiocesi | Udine                                | sede metropolitana      | Triveneto             | Riccardo Lamba    |               | Senza suffraganee                                                                  |
| Ugento-Santa Maria di Leuca        | diocesi     | Ugento, Santa Maria di Leuca         | Arcidiocesi di Lecce    | Puglia                | Vito Angiuli      |               |                                                                                    |
| Urbino-Urbania-Sant'Angelo in Vado | arcidiocesi | Urbino, Urbania, Sant'Angelo in Vado | Arcidiocesi di Pesaro   | Marche                | Sandro Salvucci   |               | Arcidiocesi non metropolitana, unita in persona episcopi all'arcidiocesi di Pesaro |

## V
| Diocesi              | Rango             | Sede                 | Provincia ecclesiastica                | Regione ecclesiastica | Vescovo diocesano       | Sito internet | Note                                                                                    |
| -------------------- | ----------------- | -------------------- | -------------------------------------- | --------------------- | ----------------------- | ------------- | --------------------------------------------------------------------------------------- |
| Vallo della Lucania  | diocesi           | Vallo della Lucania  | Arcidiocesi di Salerno-Campagna-Acerno | Campania              | Vincenzo Calvosa        |               |                                                                                         |
| Velletri-Segni       | sede suburbicaria | Velletri, Segni      | Diocesi di Roma                        | Lazio                 | Stefano Russo           |               | Sede suburbicaria di Roma, unita in persona episcopi alla sede suburbicaria di Frascati |
| Venezia              | patriarcato       | Venezia              | sede metropolitana                     | Triveneto             | Francesco Moraglia      |               | Sede patriarcale                                                                        |
| Ventimiglia-San Remo | diocesi           | Ventimiglia, Sanremo | Arcidiocesi di Genova                  | Liguria               | Antonio Suetta          |               |                                                                                         |
| Vercelli             | arcidiocesi       | Vercelli             | sede metropolitana                     | Piemonte              | Marco Arnolfo           |               |                                                                                         |
| Verona               | diocesi           | Verona               | Patriarcato di Venezia                 | Triveneto             | Domenico Pompili        |               |                                                                                         |
| Vicenza              | diocesi           | Vicenza              | Patriarcato di Venezia                 | Triveneto             | Giuliano Brugnotto      |               |                                                                                         |
| Vigevano             | diocesi           | Vigevano             | Arcidiocesi di Milano                  | Lombardia             | Maurizio Gervasoni      |               |                                                                                         |
| Viterbo              | diocesi           | Viterbo              |                                        | Lazio                 | Orazio Francesco Piazza |               | Immediatamente soggetta alla Santa Sede                                                 |
| Vittorio Veneto      | diocesi           | Vittorio Veneto      | Patriarcato di Venezia                 | Triveneto             | Riccardo Battocchio     |               | Già diocesi di Ceneda, ereditò la gran parte dei territori della diocesi di Oderzo.     |
| Volterra             | diocesi           | Volterra             | Arcidiocesi di Pisa                    | Toscana               | Roberto Campiotti       |               |                                                                                         |

## Diocesi italiane non più esistenti
| Diocesi            | Sede            | Data soppressione                                | Note                                                                                  |
| ------------------ | --------------- | ------------------------------------------------ | ------------------------------------------------------------------------------------- |
| Acquapendente      | Acquapendente   | 27 marzo 1986 (bolla Qui non sine)               | sede titolare                                                                         |
| Acquaviva          | Aquaviva        | dopo il 502                                      | sede titolare                                                                         |
| Aecae              | Aecae           | durante il VI secolo                             | ricostituita come diocesi di Troia; sede titolare                                     |
| Alesa              | Halaesa         | dopo il IX secolo                                | sede titolare                                                                         |
| Alessano           | Alessano        | 27 giugno 1818 (bolla De utiliori)               | sede titolare                                                                         |
| Altino             | Altinum         | prima metà del VII secolo                        | sede trasferita a Torcello; sede titolare                                             |
| Amantea            | Amantea         | prima metà del XII secolo                        | sede titolare                                                                         |
| Amiterno           | Amiternum       | dopo il VII secolo                               | sede titolare                                                                         |
| Anglona            | Anglona         | 8 settembre 1976                                 | dal 1544 denominata Anglona-Tursi; sede titolare                                      |
| Anzio              | Antium          | durante il VI secolo                             | sede titolare                                                                         |
| Aquileia           | Aquileia        | 6 luglio 1751                                    | sede patriarcale; sede titolare                                                       |
| Arna               | Arna            | durante il VI secolo                             | sede titolare                                                                         |
| Arpaia             | Arpaia          | prima del X secolo                               | sede titolare                                                                         |
| Arpi               | Arpi            | sconosciuta                                      | sede titolare                                                                         |
| Asolo              | Asolo           | 969                                              | sede titolare                                                                         |
| Atella             | Atella          | dopo il 1053                                     | sede titolare                                                                         |
| Aveia              | Aveia           | durante il VI secolo                             | sede titolare                                                                         |
| Bagnoregio         | Bagnoregio      | 27 marzo 1986 (bolla Qui non sine)               | sede titolare                                                                         |
| Belcastro          | Belcastro       | 27 giugno 1818 (bolla De utiliori)               | sede titolare                                                                         |
| Bettona            | Bettona         | durante il VI secolo                             | sede titolare                                                                         |
| Bevagna            | Bevagna         | verso la fine del VII secolo                     | sede titolare                                                                         |
| Biccari            | Biccari         | 1067                                             | il vescovo non venne riconosciuto dal papa; sede titolare                             |
| Bisarcio           | Bisarchium      | 1915                                             | ridenominata diocesi di Ozieri; sede titolare                                         |
| Bisenzio           | Bisenzio        | durante l'VIII secolo                            | sede trasferita a Castro; sede titolare                                               |
| Bitetto            | Bitetto         | 27 giugno 1818 (bolla De utiliori)               | sede titolare                                                                         |
| Blanda             | Blanda          | verso la fine del VII secolo                     | sede titolare                                                                         |
| Blera              | Blera           | verso la fine dell'XI secolo                     | sede titolare                                                                         |
| Bolsena            | Bolsena         | verso la fine del VII secolo                     | sede titolare                                                                         |
| Bomarzo            | Bomarzo         | verso la metà dell'XI secolo                     | sede titolare                                                                         |
| Brescello          | Brescello       | verso la fine del VII secolo                     | sede titolare                                                                         |
| Bussento           | Buxentum        | durante l'XI secolo                              | ridenominata diocesi di Policastro; sede titolare con il nome di "Capo della Foresta" |
| Campli             | Campli          | 27 giugno 1818 (bolla De utiliori)               | sede titolare                                                                         |
| Canne              | Cannae          | 27 giugno 1818 (bolla De utiliori)               | sede titolare                                                                         |
| Canosa             | Canosa          | metà del XI secolo                               | dal X secolo unita alla diocesi di Bari; sede titolare                                |
| Caorle             | Caorle          | 1 maggio 1818                                    | sede titolare                                                                         |
| Capri              | Capri           | 27 giugno 1818 (bolla De utiliori)               | sede titolare                                                                         |
| Carini             | Carini          | durante il IX secolo                             | sede titolare                                                                         |
| Carinola           | Carinola        | 27 giugno 1818 (bolla De utiliori)               | sede titolare                                                                         |
| Carmeiano          | Carmeianus      | sconosciuta                                      | sede titolare                                                                         |
| Castello           | Castello        | 8 ottobre 1451 (bolla Regis aeterni)             | assorbita dal patriarcato di Venezia; sede titolare                                   |
| Castro             | Castro          | 13 settembre 1649 (In supremo militantis)        | sede trasferita ad Acquapendente; sede titolare                                       |
| Castro di Puglia   | Castro          | 27 giugno 1818 (bolla De utiliori)               | sede titolare                                                                         |
| Castro di Sardegna | Castro          | 8 dicembre 1503 (bolla Aequum reputamus)         | sede titolare                                                                         |
| Celano             | Celano          | sconosciuta                                      | sede titolare                                                                         |
| Cerenzia           | Acerenthia      | 27 giugno 1818 (bolla De utiliori)               | sede titolare con il nome di Cerenza                                                  |
| Cerveteri          | Ceri            | durante l'XI secolo                              | sede titolare                                                                         |
| Città Ducale       | Cittaducale     | 27 giugno 1818 (bolla De utiliori)               | sede titolare                                                                         |
| Civitate           | Civitates       | 21 febbraio 1580 (bolla Pro excellenti)          | sede trasferita a San Severo; sede titolare                                           |
| Cluentum           | Cluentum        | sconosciuta                                      | sede titolare                                                                         |
| Consilina          | Consilinum      | dopo l'VIII secolo                               | sede titolare                                                                         |
| Cuma               | Cumae           | 1207                                             | sede titolare                                                                         |
| Curi               | Passo Corese    | gennaio 593                                      | assorbita dalla diocesi di Nomento; sede titolare                                     |
| Dolia              | Dolianova       | 8 dicembre 1503 (bolla Aequum reputamus)         | sede titolare                                                                         |
| Dragonara          | Dragonara       | seconda metà del XVI secolo                      | assorbita dalla diocesi di Civitate; sede titolare                                    |
| Forum Novum        | Vescovio        | X secolo                                         | ridenominata diocesi di Sabina; sede titolare                                         |
| Luni               | Luni            | 1975                                             | ridenominata Diocesi della Spezia-Sarzana-Brugnato; sede titolare                     |
| Malamocco          | Malamocco       | 1110                                             | sede trasferita a Chioggia; sede titolare                                             |
| Martana            | Massa Martana   | sconosciuta                                      | sede titolare                                                                         |
| Martirano          | Martirano       | 27 giugno 1818 (bolla De utiliori)               | sede titolare                                                                         |
| Massa Lubrense     | Massa Lubrense  | 27 giugno 1818 (bolla De utiliori)               | sede titolare                                                                         |
| Minervino          | Minervino       | 27 giugno 1818 (bolla De utiliori)               | sede titolare                                                                         |
| Minori             | Minori          | 27 giugno 1818 (bolla De utiliori)               | sede titolare                                                                         |
| Minturno           | Minturno        | dopo il X secolo                                 | sede titolare                                                                         |
| Miseno             | Misenum         | dopo il VII secolo                               | sede titolare                                                                         |
| Montecorvino       | Mons Corbinus   | 27 giugno 1818 (bolla De utiliori)               | sede titolare                                                                         |
| Montefiascone      | Montefiascone   | 27 marzo 1986 (bolla Qui non sine)               | sede titolare                                                                         |
| Montemarano        | Montemarano     | 27 giugno 1818 (bolla De utiliori)               | sede titolare                                                                         |
| Monterano          | Monterano       | dopo il X secolo                                 | sede titolare                                                                         |
| Monteverde         | Monteverde      | 27 giugno 1818 (bolla De utiliori)               | sede titolare                                                                         |
| Mottola            | Mottola         | 27 giugno 1818 (bolla De utiliori)               | sede titolare                                                                         |
| Nepi               | Nepi            | 11 febbraio 1986                                 | sede titolare                                                                         |
| Nomento            | Nomentum        | seconda metà del IX secolo                       | assorbita dalla diocesi di Forum Novum; sede titolare                                 |
| Numana             | Numana          | 5 luglio 1975 (decreto Ex historicis documentis) | sede titolare                                                                         |
| Oderzo             | Oderzo          | 636                                              | sede trasferita a Heraclia; sede titolare                                             |
| Ofena              | Aufinum         | seconda metà del VI secolo                       | sede titolare                                                                         |
| Orte               | Orte            | 11 febbraio 1986                                 | sede titolare                                                                         |
| Ostra              | Ostra           | verso la metà del VI secolo                      | sede titolare                                                                         |
| Otricoli           | Ocriculum       | durante il VII secolo                            | sede titolare                                                                         |
| Ottana             | Ottana          | 8 dicembre 1503 (bolla Aequum reputamus)         | sede trasferita ad Alghero; sede titolare                                             |
| Paestum            | Paestum         | dopo il V secolo                                 | sede trasferita a Vallo della Lucania; sede titolare                                  |
| Pausula            | Pausula         | dopo il VI secolo                                | sede titolare                                                                         |
| Plestia            | Plestia         | durante il VI secolo                             | sede titolare                                                                         |
| Ploaghe            | Ploaghe         | 8 dicembre 1503 (bolla Aequum reputamus)         | sede titolare                                                                         |
| Polignano          | Polignano       | 27 giugno 1818 (bolla De utiliori)               | sede titolare                                                                         |
| Populonia          | Populonia       | 14 maggio 1978                                   | dall'XI secolo denominata Massa e Populonia; sede titolare                            |
| Potenza Picena     | Potentia        | dopo il VI secolo                                | sede titolare                                                                         |
| Ravello            | Ravello         | 27 giugno 1818 (bolla De utiliori)               | sede titolare                                                                         |
| Roselle            | Rusellae        | 9 aprile 1138                                    | sede trasferita a Grosseto; sede titolare                                             |
| Sabiona            | Sabiona         | verso la fine del X secolo                       | sede trasferita a Bressanone; sede titolare                                           |
| Salpi              | Salapia         | 1939                                             | dal XV secolo unita alla diocesi di Trani; sede titolare                              |
| San Leone          | San Leone       | 7 novembre 1571                                  | sede titolare                                                                         |
| Santa Giusta       | Santa Giusta    | 8 dicembre 1503 (bolla Aequum reputamus)         | sede titolare                                                                         |
| Satriano           | Satrianum       | 27 giugno 1818 (bolla De utiliori)               | sede titolare                                                                         |
| Scala              | Scala           | 27 giugno 1818 (bolla De utiliori)               | sede titolare                                                                         |
| Sepino             | Saepinum        | durante il VI secolo                             | sede titolare                                                                         |
| Sorres             | Sorres          | 8 dicembre 1503 (bolla Aequum reputamus)         | sede titolare                                                                         |
| Spello             | Spello          | durante il VI secolo                             | sede titolare                                                                         |
| Strongoli          | Strongoli       | 27 giugno 1818 (bolla De utiliori)               | sede titolare                                                                         |
| Subaugusta         | sconosciuta     | durante il VI secolo                             | sede titolare                                                                         |
| Suelli             | Suelli          | 12 febbraio 1420                                 | sede titolare                                                                         |
| Sulci              | Sulci           | 8 dicembre 1503 (bolla Aequum reputamus)         | sede trasferita a Iglesias; sede titolare                                             |
| Sutri              | Sutri           | 11 febbraio 1986                                 | sede titolare                                                                         |
| Taormina           | Taormina        | durante il IX secolo                             | sede titolare                                                                         |
| Tauriana           | Taurianum       | verso la fine dell'XI secolo                     | sede titolare con il nome di Tauriano                                                 |
| Termini Imerese    | Termini Imerese | durante il X secolo                              | sede titolare                                                                         |
| Tharros            | Tharros         | verso la fine dell'XI secolo                     | sede trasferita a Oristano; sede titolare                                             |
| Thurio             | Thurium         | dopo l'VIII secolo                               | sede titolare                                                                         |
| Tindari            | Tindari         | durante il IX secolo                             | sede titolare                                                                         |
| Torcello           | Torcello        | 1 maggio 1818                                    | sede titolare                                                                         |
| Tortiboli          | Tertiveri       | 1425                                             | sede titolare                                                                         |
| Treba              | Trevi nel Lazio | 23 agosto 1088                                   | sede titolare                                                                         |
| Tre Taverne        | Tres Tabernae   | fine del IX secolo                               | sede titolare                                                                         |
| Trevi              | Trevi           | durante il VI secolo                             | sede titolare                                                                         |
| Trevico            | Trevico         | 27 giugno 1818 (bolla De utiliori)               | sede titolare                                                                         |
| Tricala            | Caltabellotta   | dopo l'VIII secolo                               | sede titolare                                                                         |
| Troina             | Troina          | durante il XIII secolo                           | sede titolare                                                                         |
| Tronto             | Truentum        | sconosciuta                                      | sede titolare                                                                         |
| Tuscania           | Tuscania        | 27 marzo 1986 (bolla Qui non sine)               | sede titolare                                                                         |
| Umbriatico         | Umbriatico      | 27 giugno 1818 (bolla De utiliori)               | sede titolare                                                                         |
| Urbisaglia         | Urbs Salvia     | sconosciuta                                      | sede titolare                                                                         |
| Velia              | Velia           | sconosciuta                                      | sede titolare                                                                         |
| Vico Equense       | Vico Equense    | 27 giugno 1818 (bolla De utiliori)               | sede titolare                                                                         |
| Voghenza           | Vicus Habentia  | durante il XII secolo                            | sede trasferita a Ferrara; sede titolare                                              |
| Volturno           | Volturnum       | verso la fine del VI secolo                      | sede titolare                                                                         |
| Vulturara          | Volturara       | 27 giugno 1818 (bolla De utiliori)               | sede titolare                                                                         |
| Zuglio             | Zuglio          | durante l'VIII secolo                            | sede titolare                                                                         |